# Lingue cananaiche
Le lingue cananee costituiscono un ramo delle lingue semitiche della famiglia lingue afroasiatiche parlate dagli antichi popoli della regione di Canaan.

## Distribuzione geografica
Le lingue cananee si estinsero tutte all'inizio del primo millennio della nostra era, eccetto la lingua ebraica che continuò, nell'uso letterario e religioso, ad essere utilizzata dagli ebrei, e venne ripristinata come lingua parlata abitualmente, nel XIX secolo da Eliezer Ben Yehuda.
I fenici (in special modo l'espansione cartaginese) diffusero la loro lingua cananea in tutto il Mediterraneo occidentale per lungo tempo, ma alla fine scomparve anch'esso, benché fosse riuscito a sopravvivere di più in molte colonie, che nella Fenicia medesima.

## Classificazione
- Lingua fenicia [codice ISO 639-3 phn] - estinta
  - Lingua punica [xpu] - estinta
- Filisteo (?) estinta (per esempio, il dialetto di Ekron)
- Lingua ammonita - estinta
- Lingua moabita [obm] - estinta
- Lingua edomita [xdm] - estinta
- Lingua ebraica [heb]
  - Ebraico biblico - uso liturgico
  - Ebraico samaritano - uso liturgico
  - Ebraico mishnaico - uso liturgico
  - Ebraico tiberiano - uso liturgico
  - Ebraico mizrahi - uso liturgico
  - Ebraico yemenita - uso liturgico
  - Ebraico sefardita - uso liturgico
  - Ebraico ashkenazi - uso liturgico
  - Ebraico moderno - in uso in Israele.

Le principali fonti per lo studio delle lingue cananaiche sono la Bibbia ebraica (Tanakh), ed alcune iscrizioni come:
- in lingua moabita: la Stele di Mesha, la stele di El-Kerak
- in ebraico biblico: il Calendario di Gezer, i frammenti di ceramica di Khirbet Qeiyafa
- in lingua fenicia: l'iscrizione di Ahiram, il sarcofago di Eshmunazar[1], l'iscrizione di Kilamuwa, le iscrizioni di Byblos, la stele di Nora (Sardegna VIII secolo a.C)
- in lingua punica tarda: nel Poenulus - di Plauto - all'inizio del quinto atto.

Le iscrizioni cananaiche extrabibliche sono state raccolte, insieme a quelle in aramaico, nel libro Kanaanäische und aramäische Inschriften, cui si può far riferimento come "KAI n"; per esempio, la Stele di Mesha è "KAI 181".